# Alfio Piva Mesén
Alfio Piva Mesén, né à Goicoechea le 7 janvier 1940, est un scientifique et écologiste costaricien, vétérinaire, docteur en physiologie animale.
Il est le fils d'Alfio Piva Cugola, un Italien arrivé au Costa Rica enfant, et de Carmen Mesén. Il est marié et père de trois enfants.

## L'Université Nationale
Piva Mesén est membre de la commission qui aboutit à la fondation de l'Université Nationale en 1973, aux côtés de personnalités telles qu'Óscar Arias Sánchez, Francisco Pacheco Fernández, Rosemary Karpinsky Dodero, Roberto Murillo et Benjamín Núñez, qui en est le premier recteur.
Il succède à ce dernier en 1977, l'écrivaine Carmen Naranjo, pressentie, ayant décliné cette proposition dans un contexte de crise financière de l'université .

## Enseignement et fonctions officielles
Alfio Piva Mesén exerce également en qualité d'enseignant à l'école d'agronomie de l'Université du Costa Rica, où il crée et dirige le cursus de zootechnie. Il enseigne par ailleurs au Centre Agronomique Tropical de Recherche et d'Enseignement (CATIE), préside le Conseil National pour la Recherche Scientifique et Technologique (CONICIT) et, depuis la fin des années 80,  (INBio), travaille à l'Institut national de la Biodiversité (INbio) dont il est directeur exécutif .
En 1995, l'Institut national de la Biodiversité du Costa Rica se voit décerner le prix Premios Príncipe de Asturias de Investigación Científica y técnica. Piva Mesén est nommé professeur émérite à l'Université Nationale en 2009.

## Premier Vice-président de la République du Costa Rica
Alfio Piva Mesén est Premier Vice-président de la République du Costa Rica sous la présidence de Laura Chinchilla, de 2010 à 2014.